# Leonora Álvarez de Tolède
Leonora Álvarez de Tolède, dite Dianora (Florence, mars 1553 - Florence, 11 juillet 1576), est une dame de la noblesse florentine.

## Biographie
Leonora Álvarez de Tolède est la fille de Garcia Alvarez de Tolède et la nièce d'Éléonore de Tolède, 

### Mort
Leonora Álvarez de Tolède a épousé le fils de Cosme Ier de Médicis, Pierre de Médicis, qui l'étrangla par jalousie.

## Au théâtre
- Camille Bainville, Dianora, drame en 4 actes, en vers, d'après les chroniques italiennes du Moyen Âge, Chaix, Paris, 1896.